# Medida del tiempo en Marte

Las duraciones y tiempos de las estaciones marcianas comparadas con las estaciones de la Tierra.

Se han utilizado o propuesto varios esquemas para medir el tiempo en el planeta Marte independientemente del tiempo y calendarios de la Tierra.
Marte tiene una inclinación axial y un periodo de rotación similares a los de la Tierra. Por lo tanto, experimenta estaciones de primavera, verano, otoño e invierno del mismo modo que la Tierra, y su día es aproximadamente de la misma longitud. Su año es casi dos veces más largo que el de la Tierra, y su excentricidad orbital es considerablemente más grande, lo que significa entre otras cosas que las longitudes de las estaciones marcianas difieren considerablemente, y la hora del reloj de sol puede diferir de la hora del reloj de la Tierra.

## Hora del día
La duración media de un día sideral marciano es de 24h 37m 22,663s (88.642,66300 segundos basados en unidades del SI), y la longitud de su día solar (a menudo denominado sol) es de 24h 39m 35,24409s (88.775,24409 segundos). Los valores correspondientes para la Tierra son 23h 56m 4,0916s y 24h 00m 00,002s, respectivamente. Esto proporciona un factor de conversión de 1,0274912510 días/sol. Por lo tanto, el día solar de Marte es solo un 2,7% más largo que el de la Tierra.
Una convención utilizada por los proyectos de módulos de descenso espaciales hasta la fecha ha sido la de mantener un registro de la hora solar local utilizando un "reloj marciano" de 24 horas en el cual las horas, los minutos y los segundos son 2,7% más largos que sus duraciones estándar (de la Tierra). Para las misiones Mars Pathfinder, Mars Exploration Rover, Phoenix, y Mars Science Laboratory, el equipo de operaciones ha trabajado en "hora marciana", con un horario de trabajo sincronizado con la hora local en el lugar de aterrizaje en Marte, en lugar del Día de la Tierra. Esto se traduce en desplazar el horario aproximadamente 40 minutos más tarde en el tiempo de la Tierra cada día. Los relojes de pulsera calibrados en el tiempo de Marte, en lugar del tiempo de la Tierra, fueron utilizados por muchos de los miembros del equipo MERO.
La hora solar local tiene un impacto significativo en la planificación de las actividades diarias de los módulos de aterrizaje de Marte. Se necesita la luz del día para los paneles solares de las sondas situadas sobre la superficie del planeta. Su temperatura aumenta y cae rápidamente al amanecer y al atardecer porque Marte no tiene la atmósfera y los océanos de la Tierra que amortiguan estas fluctuaciones.
Se han propuesto alternativas para los relojes de Marte, pero ninguna misión ha optado para utilizar estas soluciones, como un esquema de tiempo métrico, con "milidías" y "centidías", y un día extendido que utiliza unidades estándar pero que cuenta hasta 24h 39m 35s 35s antes de iniciar el día siguiente.

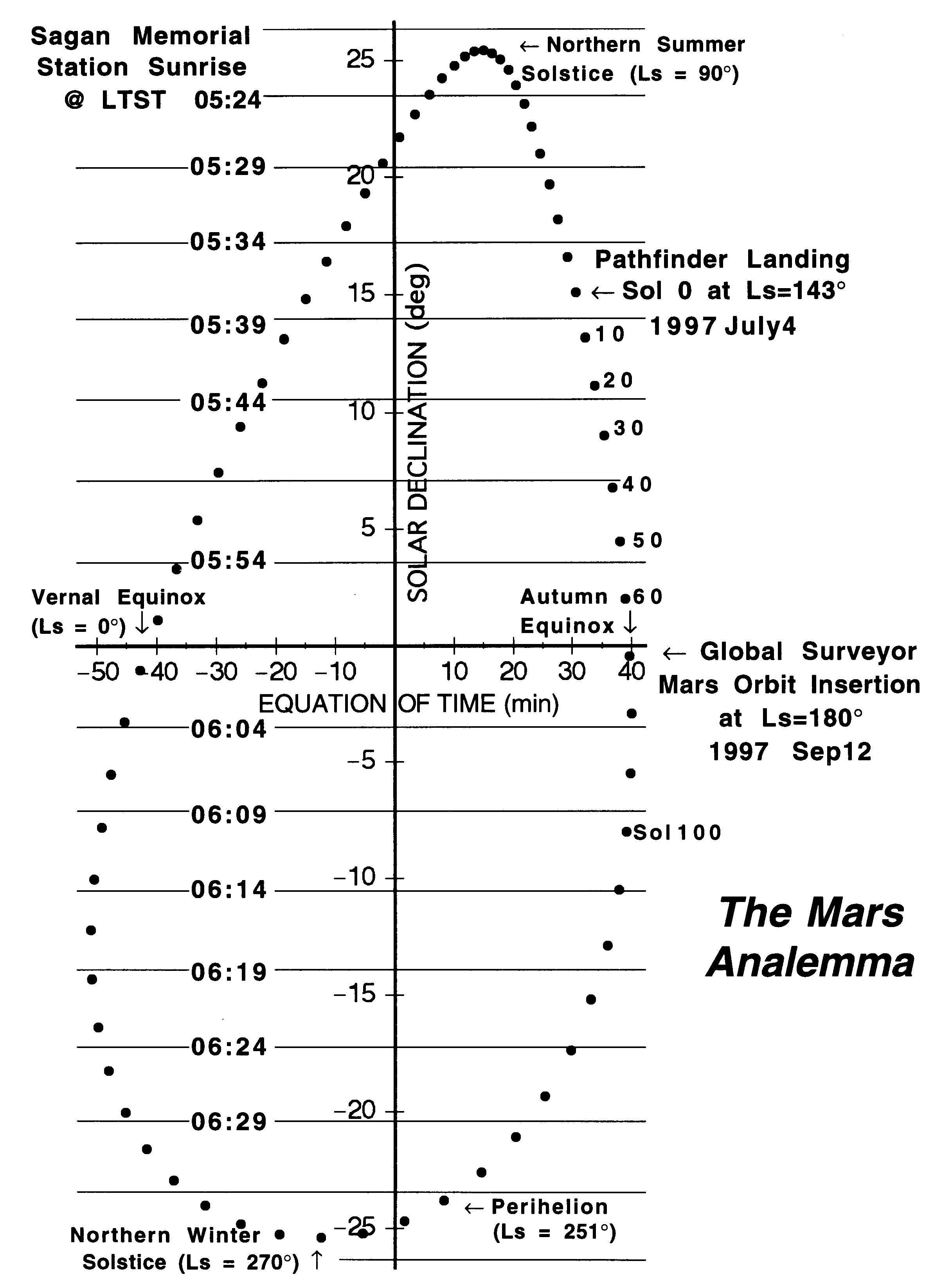
El analema de Marte.

Como en la Tierra, en Marte hay también una ecuación del tiempo que representa la diferencia entre el tiempo del reloj de sol y del tiempo uniforme (reloj). La ecuación del tiempo se ilustra por un analema. Dada la excentricidad de la órbita de Marte, la longitud del día solar no uniforme. Debido a que su excentricidad orbital es más grande que la de la Tierra, la longitud del día varía de la media en una cantidad más grande que en la Tierra, y por lo tanto su ecuación del tiempo muestra una mayor variación: en Marte, el sol puede ser 50 minutos más lento o 40 minutos más rápido que un reloj marciano uniforme (en la Tierra, las cifras correspondientes son 14m 22s más lento y 16m 23s 23s más rápido).
Marte tiene un primer meridiano, definido como el que pasa a través del pequeño cráter Airy-0. Sin embargo, no tiene zonas horarias definidas a intervalos regulares desde el primer meridiano, como la Tierra. Cada módulo de aterrizaje hasta ahora ha utilizado una aproximación de la hora solar local como su marco de referencia, como las ciudades lo hicieron en la Tierra antes de la introducción del tiempo estándar en el siglo XIX (las de los dos rovers de exploración tienen aproximadamente 12 horas y un minuto de diferencia).
La norma moderna para medir la longitud geográfica de Marte es la "longitud planetocéntrica", que se mide a partir de 0°–360° Este y mide los ángulos referidos al centro de Marte. En el sistema antiguo, la "longitud planetográfica" se midió utilizando el intervalo 0°–360° Oeste, referido a coordenadas proyectadas sobre la superficie.

## Sol
El término sol (en argot del tiempo planetario) es utilizado por los astrónomos planetarios para referirse a la duración de un día solar en Marte. Un día solar de Marte, o "sol", son 24 horas, 39 minutos, y 35,244 segundos.
Cuando un módulo de aterrizaje espacial empieza a operar en Marte, los días marcianos que pasan (soles) son contabilizados utilizando un simple recuento numérico. Las dos misiones Viking, Mars Phoenix y el astromóvil Curiosity del Mars Science Laboratory cuentan el sol en el que cada módulo de aterrizaje alcanzó la superficie como "Sol 0"; la Mars Pathfinder y los dos Mars Exploration Rovers sin embargo se numeraron desde el "Sol 1".
Aunque las misiones de aterrizaje se han realizado hasta la fecha (A 2017) dos veces en parejas, no se hizo ningún esfuerzo por sincronizar los recuentos de sol de los dos módulos de aterrizaje dentro de cada pareja. Así, por ejemplo, a pesar de que el Spirit y el Opportunity fueron enviados a la vez a Marte, cada uno cuenta su fecha de aterrizaje con el "Sol 1", quedando sus calendarios aproximadamente 21 soles fuera de sincronía. El Spirit y el Opportunity difieren en longitud por 179 grados, por el que cuando es de día para uno, es de noche para el otro, y se llevaron a cabo actividades de forma independiente mientras los dos estaban en funcionamiento.
En la Tierra, los astrónomos utilizan a menudo la fecha juliana – un simple recuento de días secuenciales – para propósitos de medición del tiempo. Una propuesta equivalente en Marte es la Fecha de Sol Marciana (del inglés Mars Sol Date o MSD), que es una cuenta simple de soles desde el 29 de diciembre de 1873 ("casualmente", la fecha de nacimiento del astrónomo Carl Otto Lampland). Otra propuesta sugiere una fecha de inicio concreta (o época) en el año 1608 (invención del telescopio). Cualquier opción está destinada a garantizar que todos los acontecimientos históricamente registrados relacionados con Marte se producen posteriormente. La Mars Sol Date se define matemáticamente como:
MSD = (fecha juliana utilizando el tiempo atómico internacional - 2451549.5 + k)/1.02749125 + 44796.0
donde k es una pequeña corrección de aproximadamente 0,00014 d (o 12 s) debido a la incertidumbre en la posición geográfica exacta del primer meridiano con respecto al cráter Airy-0.
El término inglés "yestersol" (o sol de ayer) fue utilizado por el equipo de operaciones marcianas de la NASA al principio de la misión MER para referirse al anterior sol (la versión de Marte de "ayer"), y tuvo un uso bastante amplio dentro de esta organización durante la misión del Mars Exploration Rover de 2003. Incluso fue recogido y utilizado por la prensa. Otros neologismos incluyen el "tosol" (del inglés "today" u hoy en Marte), así como una de las tres versiones para "tomorrow": "nextersol", "morrowsol", o "solmorrow" para referirse al solo marciano del día siguiente. Los técnicos y científicos de la NASA utilizaron el término "soliday" al menos ya en 2012 para referirse a días de descanso debido a la eliminación gradual de tiempo o a la sincronización de los calendarios planetarios.

## Año marciano
El tiempo que tarda Marte en completar una órbita alrededor del Sol es su año sidéreo y es de 668,5991 soles, lo que equivale a 686,98 días solares de la Tierra. Debido a la excentricidad de la órbita de Marte, las estaciones no son de igual longitud. Suponiendo que las estaciones duran desde el equinoccio al solsticio o viceversa, la estación Ls 0 a Ls 90 (hemisferio norte otoño / hemisferio sur primavera) es la temporada de más larga duración con 194 soles marcianos y Ls de 180 a 270 Ls (primavera del hemisferio norte / otoño del hemisferio sur) es la temporada más corta, durando solo 142 soles marcianos. Un sistema comúnmente usado en la literatura científica indica el número del año en relación con el inicio del año 1 de Marte (en inglés, "Mars Year 1", "MY1") con el equinoccio de primavera norte del 11 de abril de 1955.
Como en la Tierra, el año sideral no es la cantidad contabilizada en los calendarios. Por el contrario, el año trópico se utiliza porque da una mejor cuenta de la progresión de las estaciones. Es ligeramente más corto que el año sideral, debido a la rotación del eje de precesión de Marte. El ciclo de precesión es de 93.000 años marcianos (175.000 años de la tierra), mucho más largo que en la Tierra. Su longitud en años tropicales puede ser computada dividiendo la diferencia entre el año sidéreo y el año trópico por la duración del año trópico.
La duración del año trópico depende del punto de partida de la medición, debido a los efectos de la segunda ley de Kepler del movimiento planetario. Puede medirse en relación con un equinoccio o solsticio, o puede ser la media de varios años, incluyendo el año según el equinoccio de marzo (norte), el año del solsticio de junio (norte), el año del equinoccio de septiembre (sur), el año del solsticio de diciembre (sur); u otros años de referencia equivalentes. El calendario gregoriano utiliza el año del equinoccio de marzo.
En la Tierra, la variación en las duraciones de los años trópicos es pequeña, pero en Marte es mucho mayor. El año equinoccial norte tiene una duración de 668,5907 soles, el año del solsticio norte es de 668,5880 soles, el año equinoccial sur es de 668,5940 soles y el año del solsticio meridional es de 668,5958 soles. El promedio durante un período orbital completo da un año trópico de 668,5921 soles (ya que, como en la Tierra, los hemisferios norte y sur de Marte tienen alternadas las estaciones, equinoccios y solsticios se etiqueten por su hemisferio para evitar la ambigüedad).

## Calendarios marcianos en la ciencia
Mucho antes de que los equipos de control de las misiones marcianas comenzaran a programar en la Tierra sus turnos de trabajo según el sol Marciano, se pensó que los seres humanos probablemente se podrían adaptar a este período diurno un poco más largo. Esto sugiere que un calendario basado en el sol y en el año Marciano será un sistema de cronometraje útil para los astrónomos en el corto plazo y para los exploradores en el futuro. Para la mayoría de actividades diarias en la Tierra, la gente no utiliza días julianos, como los astrónomos, sino que se maneja el calendario gregoriano, que a pesar de sus varias complicaciones es muy útil. Permite la fácil determinación de si una fecha es un aniversario de otra, si una fecha es en invierno o en primavera, y cuál es el número de años entre dos fechas. Esto es mucho menos práctico con la cuenta de días juliana. Por razones similares, sería necesario establecer un horario unificado para coordinar las actividades a gran escala en toda la superficie de Marte, para lo que sería necesario ponerse de acuerdo sobre un calendario.
El astrónomo estadounidense Percival Lowell expresó la época del año en el planeta rojo en términos de fechas de Marte, análogas a las fechas gregorianas, con el 21 marzo, 20 de junio, 22 de septiembre y 21 de diciembre marcando el equinoccio sur, el solsticio meridional, el equinoccio norte y el solsticio norte, respectivamente. El enfoque de Lowell fue elegir el hemisferio sur de Marte porque es el que más fácilmente se observa desde la Tierra durante las oposiciones favorables. No era un verdadero calendario, puesto que una fecha de Marte podía abarcar casi dos soles completos; más bien era un dispositivo conveniente para expresar la época del año en el hemisferio sur en lugar de la longitud heliocéntrica, que habría sido menos comprensible para un público general.
En un libro de 1939 del astrónomo italiano Mentore Maggini se describe un calendario desarrollado años antes por los astrónomos estadounidenses Andrew Ellicott Douglass y William H. Pickering, en el que los primeros nueve meses tenían 56 soles y los últimos tres meses 55 soles. Su año civil comienza con el equinoccio norte el 1 de marzo, imitando así el calendario romano original. Otras fechas de importancia astronómica son: el solsticio norte, 27 de junio; el equinoccio sur, 36 de septiembre; el solsticio sur, 12 de diciembre; el perihelio, 31 de noviembre, y el afelio, el 31 de mayo. La inserción de Pickering de estas fechas en un informe de 1916 de sus observaciones de Marte pudo haber sido el primer uso de un calendario Marciano en una publicación astronómica. Maggini señalaba que: "Estas fechas del calendario Marciano se utilizan con frecuencia por los observatorios..." A pesar de su afirmación, finalmente este sistema cayó en desuso, y en su lugar nuevos sistemas fueron propuestos periódicamente, que además no lograron la suficiente aceptación como para perdurar de forma permanente.
En 1936, cuando el movimiento de reforma del calendario estaba en su apogeo, el astrónomo estadounidense Robert G. Aitken publicó un artículo exponiendo un calendario Marciano. En cada cuarta parte del año habría tres meses de 42 soles y un cuarto mes 41 soles. El patrón de siete días semanales se repite en un ciclo de dos años, es decir, que el año siempre comienza el domingo en años impares, diseñándose así un calendario perpetuo para Marte.
Mientras que anteriores propuestas de un calendario Marciano no habían incluido una época (origen), el astrónomo estadounidense I. M. Levitt desarrolló un sistema más completo en 1954. De hecho, Ralph Mentzer, un conocido de Levitt que era un relojero de la Hamilton Watch Company, construyó varios relojes diseñados por Levitt para mantener el tiempo en la Tierra y Marte. También puede configurarse para mostrar la fecha en ambos planetas según el calendario de Levitt y de la época del calendario juliano (4713 a. C.).
Charles F. Capen incluyó referencias a fechas de Marte en 1966, en un informe técnico del Jet Propulsion Laboratory asociado con el sobrevuelo de la Mariner 4 de Marte. Este sistema extiende el calendario gregoriano para ajustar el largo año Marciano, lo que Lowell había hecho en 1895, con la diferencia de que el 21 de marzo, el 20 de junio, el 22 de septiembre y el 21 de diciembre marcan el equinoccio norte, el solsticio norte, el equinoccio sur, y el solsticio meridional respectivamente. Asimismo, Conway B. Leovy también se expresaba en términos de fechas de Marte en un artículo de 1973 que describe los resultados del orbitador Mariner 9.
El astrónomo británico Sir Patrick Moore describió un calendario marciano de su propio diseño en 1977. Su idea era dividir un año Marciano en 18 meses. Los meses 6, 12 y 18 del año tendrían 38 soles, mientras que el resto de los meses tendrían 37 soles.
Por su parte, el ingeniero aeroespacial estadounidense y politólogo Thomas Gangale ideó el calendario dariano en 1986, con información adicional publicada en 1998 y 2006. Tiene 24 meses para acomodar el año Marciano manteniendo la noción de un "mes" razonablemente similar a la duración de un mes de la Tierra. En Marte, un "mes" no tendría ninguna relación con el período orbital de cualquier luna de Marte, puesto que Fobos y Deimos tienen períodos orbitales de aproximadamente 7 horas y 30 horas respectivamente. Sin embargo, la Tierra y la Luna generalmente serían visibles a simple vista desde Marte cuando estuvieran por encima del horizonte durante la noche y cuando la Luna tuviera la máxima separación relativa con respecto a la Tierra desde la posición del observador, transcurriendo un mes lunar hasta que se repitiera la misma configuración.
En 1997 el astrónomo checo Josef Šurán también propuso un calendario marciano, en el que un año marciano normal tendría 672 días marcianos, distribuidos en 24 meses de 28 días (o 4 semanas de 7 días cada una); en los años bisiestos se omitiría una semana completa al final del mes duodécimo.